# 6736 Marchare
6736 Marchare (1993 EF) là một tiểu hành tinh vành đai chính được phát hiện ngày 1 tháng 3 năm 1993 bởi T. Urata ở Đài thiên văn Nihondaira.